# Maria Palma Ramalho
Maria do Rosário Valente Rebelo Pinto Palma Ramalho, referida en medios de manera simplificada como Maria do Rosário Palma Ramalho o Maria Palma Ramalho (Lisboa; 18 de septiembre de 1960) es una catedrática universitaria portuguesa. Se desempeña desde el 2 de abril de 2024 como ministra de Trabajo, Solidaridad y Seguridad Social de Portugal. Primero del XXIV gobierno constitucional (2 de abril de 2024 a 5 de junio de 2025) y después del XXV gobierno constitucional (desde el 5 de junio de 2025).
Es catedrática de la Facultad de Derecho de la Universidad de Lisboa.

## Biografía
Dalila Rodrigues nació el 18 de septiembre de 1960 en Lisboa, entonces capital del Estado Nuevo. Hija del matrimonio entre Jaime Lemos Rebelo Pinto y Helena Maria Firmino Cansado Valente, su hermana Maria Margarida Valente Rebelo Pinto, más conocida como Margarida Rebelo Pinto, es una escritora portuguesa.
Se casó por el rito católico en la freguesia portuguesa de Pontével (Cartaxo, Santarém) el 27 de agosto de 1983 con António Manuel Palma Ramalho (1960), licenciado en Derecho por la Universidad Católica Portuguesa que entre 2004 y 2006 se desempeñó como presidente de Comboios de Portugal. El matrimonio ha tenido dos hijas, Maria Inês Rebelo Pinto Palma Ramalho (1985), licenciada en Derecho por la Facultad de Derecho de la Universidad de Lisboa, abogada profesional y militante del Partido Social Demócrata, en el que ha sido vicepresidenta de la Comisión Política Nacional; y Maria Leonor Rebelo Pinto Palma Ramalho (1991), licenciada por la Facultad de Arquitectura de la Universidad de Lisboa.
Catedrática de la Facultad de Derecho de la Universidad de Lisboa, también ha ejercido como coordinadora de proyectos internacionales y como asesora de la Comisión Europea, el Parlamento Europeo y la Organización Internacional del Trabajo.
Tras las elecciones parlamentarias de Portugal de 2024, fue propuesta para integrar el XXIV gobierno constitucional con la cartera de Trabajo, ejercida hasta entonces por la también jurista Ana Mendes Godinho.
A raíz del escándalo político del Caso Spinumviva que implicaba al propio primer ministro portugués, Luís Montenegro, se disolvió la Asamblea y se convocaron nuevas elecciones parlamentarias que la Alianza Democrática volvió a ganar, rehaciendo un nuevo gabinete (XXV gobierno constitucional) en el que Maria Palma Ramalho permaneció con la cartera de Trabajo.